# Patrick Deville
Patrick Deville (Saint-Brevin-les-Pins, França, 1957) és escriptor. Diplomat en literatura francesa i comparada i en filosofia, va ser agregat cultural francès al golf Pèrsic. Des del seu debut literari el 1987, ha publicat dotze novel·les històriques, escrites des de la documentació exhaustiva, que barregen la ficció amb personatges reals, sovint ambientades en l'època colonial. Els seus llibres han estat traduïts a una dotzena de llengües, i en castellà ha publicat les novel·les El catalejo (Anagrama, 1990), Los fuegos artificiales (Península, 1994), Pura vida: vida y muerte de William Walker (Seix Barral, 2005), Ecuatoria (Anagrama, 2015) i la celebrada Peste & Cólera (Anagrama, 2014), que ressegueix la vida del bacteriòleg suís Alexandre Yersin, descobridor del bacil de la pesta bubònica, i amb la qual va guanyar els premis Femina i Prix des Prix. El març de 2016 publica Viva (Anagrama, 2016), la seva darrera novel·la, centrada en l'etapa mexicana de Lev Trotski fins que va ser assassinat per Ramon Mercader, i en la qual apareixen personatges com Frida Kahlo i l'escriptor Malcolm Lowry.